# بوریس کوجو
بوریس کوجو (به انگلیسی: Boris Kodjoe) (زاده ۸ مارس ۱۹۷۳) بازیگر آلمانی و غنایی است که برای بازی در نقش جیسون در فیلم عشق و بسکتبال شناخته شده است. از دیگر فیلم‌های معروف او می‌توان به بازی در فیلم بدل‌ها و معتاد اشاره کرد.